# TV Várzea Grande
TV Várzea Grande (também conhecida pelo acrônimo TVG) é uma emissora de televisão brasileira sediada em Várzea Grande, cidade do estado de Mato Grosso . Opera no canal 16.1 UHF digital e é afiliada à Rede Brasil, a emissora pertence ao Grupo Adauton Tuim.

## Historia

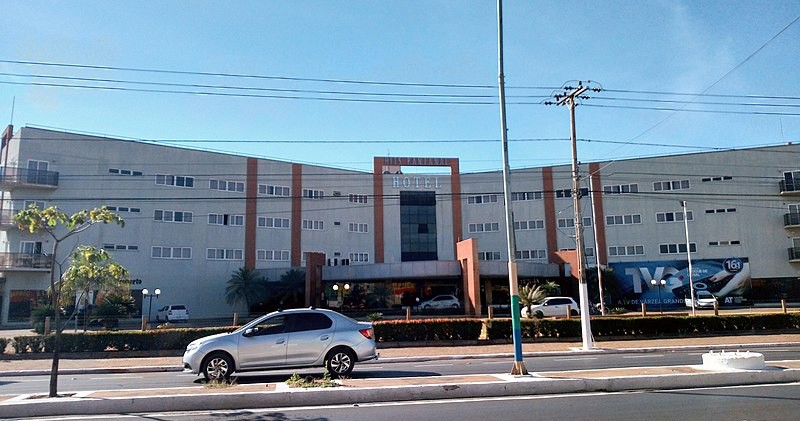
Hits Pantanal Hotel, sede da emissora.

Inaugurada em  17 de fevereiro de 2018 pelo empresário mato-grossense Adauton Tuim, com a exibição do Feirão Auto Show no estacionamento do hotel Hits Pantanal, (empresa também pertencente ao Grupo Adauton Tuim) a TVG teve seu início com uma grade de programação referente ao município de Várzea Grande e retransmitindo o sinal da Rede União com sede em Fortaleza para região metropolitana de Cuiabá. Em 19 de fevereiro foi lançada a novela “Vila sem Nome”, novela feita por um teatro de fantoche com 60 capítulos em formato Chroma key e também o programa esportivo “VG Esportes”, apresentado a época por Dino Portes, nesse período é lançado os programas “Mulheres de Sucesso”, "VG Show" e também em co-produção com a radio Estação VG ocorreu a estreia do programa “Sábado Legal”, apresentado por Marco Antônio Mattos a atração passou a ser transmitido na área da piscina do hotel Hits Pantanal com uma plateia de 30 a 40 convidados. No dia 3 de março, a emissora estreou o programa "No Batidão Sertanejo", produzido pela TV Vale de Tangará da Serra, a atração passou a ser exibida na Grande Cuiabá pelo canal e em 8 de março foi a primeira emissora a transmitir o Miss Várzea Grande na praça de alimentação do Várzea Grande Shopping.

## Sinal digital
| Canal virtual | Canal digital | Resolução de tela | Programação                                             |
| ------------- | ------------- | ----------------- | ------------------------------------------------------- |
| 16.1          | 16 UHF        | 1080i             | Programação principal da TV Várzea Grande / Rede Brasil |

## Programação
Além de retransmitir a programação nacional da Rede Brasil, a TVG produz os seguintes programas:
- Cidade em Movimento: jornalístico exibido de segunda a sexta-feira ao 12h00 e apresentado por Laércio Arruda;
- Programa Cola Aê: Talk Show em formato podcast exibido semanalmente às 19h00 às sextas-feiras;
- Alma Sertaneja: Programa de variedades exibido semanalmente as segundas-feiras às 20h00, apresentado por Jota Moreno
- Cenário Sertanejo: Programa de variedades exibido semanalmente aos domingos às 10h00, apresentado por Hoton Silva;
- Programa Na Batida: Programa de variedades exibido semanalmente aos sábados às 15h00 e apresentado por Larah Mell;
- No Batidão Sertanejo: Programa de variedades exibido semanalmente aos domingos às 11h00 e apresentado por Cleyton Goiano;
- Vila Sem Nome: Novela produzida por teatro de fantoche em formato Chroma Key, voltada para o público infanto-juvenil, apresenta conteúdo voltado a ecologia, comportamento e etc é exibido de segunda a sexta-feira, as 11h15;[5]
- Coloio do Xomano: Programa de variedades exibido semanalmente ás 20h00 as quinta-feira em co-produção com a rádio Estação VG, apresentado por Marco Antônio Mattos;[6]
- Tema Livre: programa em formato Talk show exibido de segunda a sexta-feira às 20h00, apresentado por Adauton Tuim com jornalistas convidados;
- Santa Missa: Transmitida todas as quintas-feiras a partir das 18h30 na Igreja Nossa Senhora do Carmo;

Programas que compuseram a grade da emissora e foram descontinuados:
- Feirão Auto Show
- Sábado Legal
- Momento de Fé
- Mulheres de Sucesso
- MT Show
- BPW em Ação
- VG Esportes
- Compartilhando na TV
- VG Show
- Programa JTM
- TVG Notícias